# Абрамов Сергій Семенович (бактеріолог)
Сергій Семенович Абрамов (4 (14) вересня 1875, Нахічевань — 1951) — російський бактеріолог, професор Московського університету.

## Життєпис
Народився в сім'ї чиновника. У 1894 році поступив до Імператорського Харківського університету, згодом перевівся до Імператорського Московського університету, медичний факультет якого закінчив у жовтні 1899 року зі ступенем лікаря з відзнакою і був залишений стипендіатом для вдосконалення освіти. До 1901 року працював при кафедрі патологічної анатомії під керівництвом професора Миколи Никифорова.
З лютого 1901 року працював прозектором Миколаївської міської лікарні в Ростові-на-Дону; тут написав дисертацію «Материалы к изучению патогенеза желтухи. Об изменениях печени при разных видах желтухи», яку у вересні 1905 року захистив у Московському університеті, отримав ступінь доктора медицини; в 1906 році обраний приват-доцентом Московського університету по кафедрі патологічної анатомії і в тому ж році призначений понадштатним асистентом кафедри. У 1906—1908 роках читав курс патологічної анатомії заразних хвороб, а з 1908 року додатково і курс бактеріології.
Одночасно працював прозектором у дитячій лікарні Святої Софії (1908—1912), в Московському військовому госпіталі (1912—1918), в Московському виховному будинку (1915—1920). Крім того завідував відділенням експериментальної патології та випробування сироваток Московського бактеріологічного інституту Ф. М. Блюменталя (1909—1919). У 1909—1913 роках неодноразово їздив до Німеччини, Австрії, Франції, Швейцарії; в 1910 році працював у Франкфуртському інституті експериментальної терапії у нобелівського лауреата Пауля Ерліха.
З 1913 року Абрамов — професор патологічної анатомії і бактеріології Московського жіночого медицинського інституту; займав цю посаду аж до ліквідації інституту в 1917 році.
У 1918—1920 роки він — професор Московського університету.
З 1918 року Сергій Абрамов завідував лабораторії Головного військово-санітарного управління Червоної Армії. У 1920 році Абрамов втік через польський фронт до Берліна; протягом року працював в університетському Патологічному інституті. У 1921—1924 роках працював у Софійському університеті; у 1924 році перебрався до Франції, де викладав на російською факультеті Паризького університету. У 1941—1945 роках мешкав у Німеччині, з 1945 у США. Помер у 1951 році.
На честь науковця був названий ідіопатичний міокардит Абрамова — Фідлера.

## Наукова діяльність
Сферу наукових інтересів Абрамова становили загальна патологія і патологічна анатомія, бактеріологія, проблеми імунітету.
Сергій Абрамов написав кілька видань Керівництва з бактеріології.
У 1897 році він опублікував книгу під назвою «Предохранительные прививки».

## Примітка
1. 1 2  https://www.elibrary.ru/item.asp?id=46124867&
2. 1 2 3 4  Чеська національна авторитетна база даних
3. 1 2  Вкарбовані в літопис науки, 2020, с. 11.